# Campeonato Mundial de Atletismo em Pista Coberta de 2024 - Salto triplo masculino
A prova do salto triplo masculino do Campeonato Mundial de Atletismo em Pista Coberta de 2024 ocorreu no dia 2 de março na Arena Commonwealth, em Glasgow, no Reino Unido.

## Recordes
Antes desta competição, os recordes mundiais e do campeonato nesta prova eram os seguintes:
|                       | Nome                 | Nacionalidade  | Distância | Local   | Data                  |
| --------------------- | -------------------- | -------------- | --------- | ------- | --------------------- |
| Recorde mundial       | Hugues Fabrice Zango | Burquina Fasso | 18m 07cm  | Aubière | 16 de janeiro de 2021 |
| Recorde do campeonato | Teddy Tamgho         | França         | 17m 90cm  | Doha    | 14 de março de 2010   |

## Medalhistas
| Ouro                       | Prata              | Bronze              |
| Hugues Fabrice Zango (BFA) | Yasser Triki (ALG) | Tiago Pereira (PRT) |

## Cronograma
Todos os horários são locais (UTC+0).
| Data       | Hora  | Evento |
| ---------- | ----- | ------ |
| 2 de março | 17:40 | Final  |

## Resultado final
A final ocorreu dia 2 de Março às 17:40.
| Posição           | Atleta               | Nacionalidade  | #1    | #2    | #3    | #4    | #5    | #6    | Resultados | Notas                |
| ----------------- | -------------------- | -------------- | ----- | ----- | ----- | ----- | ----- | ----- | ---------- | -------------------- |
| Medalha de ouro   | Hugues Fabrice Zango | Burquina Fasso | 16.69 | 17.33 | 17.31 | 17.03 | 17.53 | 15.39 | 17.53      |                      |
| Medalha de prata  | Yasser Triki         | Argélia        | 17.35 | x     | x     | –     | –     | –     | 17.35      |                      |
| Medalha de bronze | Tiago Pereira        | Portugal       | x     | 16.74 | x     | x     | x     | 17.08 | 17.08      | Recorde da temporada |
| 4                 | Fang Yaoqing         | China          | x     | 16.93 | 16.41 | –     | –     | 16.85 | 16.93      | Recorde da temporada |
| 5                 | Emmanuel Ihemeje     | Itália         | 16.90 | 15.61 | x     | 16.36 | x     | 16.73 | 16.90      |                      |
| 6                 | Donald Scott         | Estados Unidos | 16.11 | x     | 16.77 | 16.84 | 16.88 | 16.50 | 16.88      | Recorde da temporada |
| 7                 | Zhu Yaming           | China          | 16.57 | x     | 16.72 | x     | 16.71 | 16.24 | 16.72      | Recorde da temporada |
| 8                 | Lázaro Martínez      | Cuba           | 16.68 | x     | 16.69 | x     | x     | 16.39 | 16.69      |                      |
| 9                 | Max Heß              | Alemanha       | 16.66 | 16.39 | 16.65 |       |       |       | 16.66      |                      |
| 10                | Almir dos Santos     | Brasil         | x     | 16.55 | 16.63 |       |       |       | 16.63      | Recorde da temporada |
| 11                | Praveen Chithravel   | Índia          | 15.76 | 16.29 | 16.45 |       |       |       | 16.45      | Recorde da temporada |
| 12                | Chris Benard         | Estados Unidos | x     | x     | 16.14 |       |       |       | 16.14      |                      |
| 13                | Cristian Nápoles     | Cuba           | x     | 15.98 | r     |       |       |       | 15.98      |                      |
| 14                | Dimitrios Tsiamis    | Grécia         | x     | 15.95 | 15.87 |       |       |       | 15.95      |                      |

Legenda
| Recorde mundial       | Recorde mundial (World record)               |                       | Recorde africano                      | Recorde africano (African) |                                           | Q | Classificado por posição (Qualified) |
| Recorde do campeonato | Recorde do campeonato (Championship record)  | Recorde da América    | Recorde da América (Americas)         | q                          | Classificado por melhor tempo (Qualified) |   |                                      |
| Melhor marca do ano   | Melhor marca do ano (World leading)          | Recorde asiático      | Recorde asiático (Asian)              | DNS                        | Não largou (Did not start)                |   |                                      |
| Recorde nacional      | Recorde nacional (National record)           | Recorde europeu       | Recorde europeu (European)            | DNF                        | Não terminou (Did not finish)             |   |                                      |
| Recorde pessoal       | Recorde pessoal do atleta (Personal best)    | Recorde da Oceania    | Recorde da Oceania (Oceania)          | DSQ / DQ                   | Desclassificado (Disqualified)            |   |                                      |
| Recorde da temporada  | Recorde da temporada do atleta (Season best) | Recorde sul-americano | Recorde sul-americano (South America) | NM                         | Sem marca (No mark)                       |   |                                      |